# Pala (Estland)
Pala (deutsch: Palla) war bis zu der Verwaltungsreform 2017 eine estnische Landgemeinde im Kreis Jõgeva mit einer Fläche von 156,7 km². Seit 2017 gehört das Gebiet zu der erheblich erweiterten Landgemeinde Peipsiääre im Kreis Tartu. Es grenzt an den Peipussee und liegt ca. 50 km von Tartu und 190 km von Tallinn entfernt.
Die vorherige Landgemeinde Pala lag im Osten des Landkreises. Die Landgemeinde hatte 1302 Einwohner (Stand: 1. Januar 2010). Neben dem Hauptort Pala (248 Einwohner) umfasste sie die Dörfer Äteniidi, Assikvere, Haavakivi, Kadrina, Kirtsi, Kodavere, Kokanurga, Lümati, Metsanurga, Moku, Nõva, Pala, Perametsa, Piibumäe, Piirivarbe, Punikvere, Raatvere, Ranna, Sassukvere, Sääritsa, Sõõru, Tagumaa und Vea.

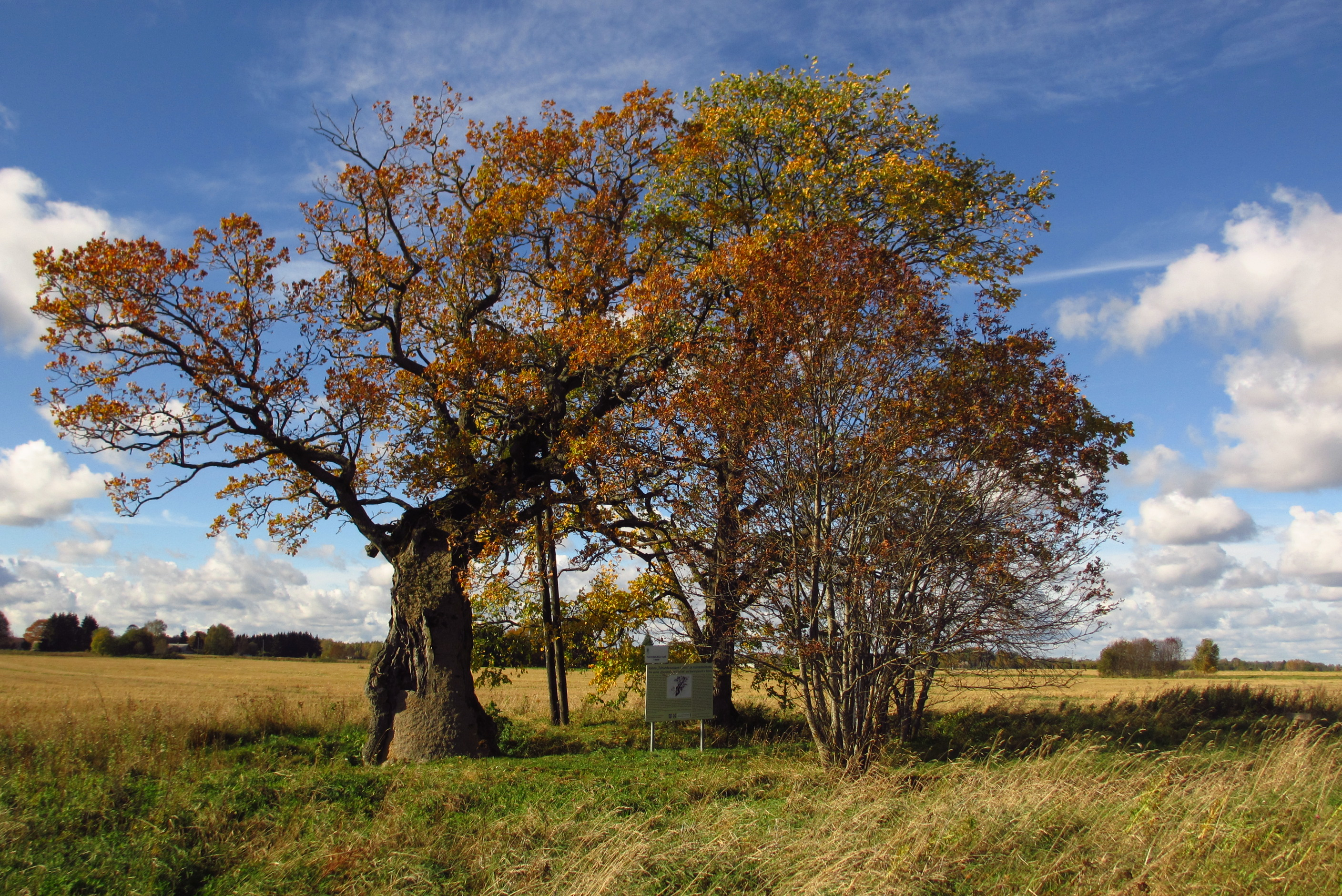
Ranna tuhandeaastane

Im Dorf Ranna steht der Opferbaum Rannamõisa. 